# 深圳地鐵20號線
深圳地铁20号线，曾称福永线，是深圳地铁的一条運營中的綫路。该线路全线位于中華人民共和國廣東省深圳市宝安区内，大体呈南北走向，起自机场北站与11号线换乘，终至会展城站，经过福永、福海和沙井街道，全长8.43公里，设车站5座和车辆基地1座。线路于2016年9月动工，于2021年12月28日正式开通運營。
深圳地铁20号线一期工程是深圳国际会展中心片区的主要客运线路，也是深圳地铁首条全自动无人驾驶线路、国内首条数字化网络化智慧化地铁线路。

## 线路走向
深圳地铁20号线一期工程起于宝安国际机场规划T4航站楼，在规划T4航站楼北侧，11号线东侧设机场北站，与11号线、穗深城际铁路换乘。之后线路往北沿展云路敷设，经蚝业路后转向北，于重庆路北侧，展云路东侧设重庆路站。线路继续往北，沿新会展中心东侧展城路敷设，于景芳路南侧设会展南站，与12号线换乘，在凤塘大道路口设会展北站，与12号线、规划30号线换乘。出站后，线路继续向北经过公益涌后，线路向西沿规划和蕙路敷设，在规划海滨大道路口设会议中心站。线路在机场北站南侧预留向东延伸至机场东站条件，在会议中心站北侧预留向北延伸至东莞条件。

## 历史

### 建设规划

#### 大空港地区及深圳国际会展中心
2011年，深圳市政府开始规划发展宝安国际机场北面的一片大型土地，并于2013年完成编制《大空港地区综合规划（2015-2030）》，当中包括会展中心及高新技术产业等项目。规划中的一项超大型多功能的会展中心项目，由深圳市政府投资兴建，命名为「深圳国际会展中心」。项目总面积达160万平方米，成为全球最大会展中心之一，一期工程于2016年9月动工，并已于2019年11月启用。
2014年12月，深圳市政府原则同意《大空港地区综合规划（2015-2030）》，之后对产业规划进行进一步深化和完善；《大空港地区道路交通详细规划》《大空港地区市政工程详细规划》于2015年底编制完成，进一步稳定大空港地区市政交通网络体系。为配合大空港地区规划的交通需要，深圳市政府首先于2012年编制的《深圳市轨道交通规划（修编）》中提出兴建20号线（福永线），以连接大空港地区及机场东站，当时此线规划为远期路线。将来20号线、12号线和穗莞深城际快线可使大空港与东莞、广州、中山等城市实现“一小时生活圈”。

#### 规划调整
2019年2月25日，深圳市發展和改革委員會公布《深圳市城市軌道交通第四期建設規劃調整（2017-2022）》環境影響評價征求意見稿，將20號綫納入四期徵詢範圍，并于2020年3月26日获国家发改委审批通过，隶属于深圳市城市轨道交通第四期建设规划，计划建设工期三年。2024年6月18日，东莞市轨道交通局将20号线北延的东莞段纳入第二期建设规划调整（2022-2030年）中。

### 工程建设
总体上，各地下车站、区间、出入口、风亭、冷却塔的土建工程于2016年9月至2017年6月陆续开工建设，于2018年4月至2020年8月陆续完工；机场北车辆段土建工程于2016年9月开工建设，于2019年1月完工；站后工程于2020年4月底开工，于2021年12月底完工。

#### 提前建设
2015年末，深圳市政府推动会展中心项目，并决定将20号线提前建设，将其定位为连接深圳国际会展中心及11号线机场北站的轨道交通快线。深圳市政府原定把20号线加入至轨道交通四期规划中以待批准兴建，但由于当时规划仍属编制阶段，加上审批需时，20号线将不能赶及与会展中心项目同步落成使用，故深圳市政府把20号线定位为「深圳国际会展中心配套市政项目」，成为深圳国际会展中心项目的一部分，并在短时间内完成设计及审批工作，与国际会展中心工程同步于2016年9月动工，原计划于2018年与深圳国际会展中心同步落成使用。
深圳地铁20号线一期工程于2016年9月28日局部开工，2016年11月21日全线动工。2017年9月29日，一期工程首个车站主体结构顺利封顶；10月29日，机场北站主体结构顺利封顶；11月15日，“鹏程一号”盾构机从会议中心站始发，全线所有盾构区间均已按期开工建设。
2018年，国务院办公厅发布文件，开始收紧城市轨道交通项目的建设要求，要求所有轨道交通路线需纳入城市轨道交通建设规划并履行报批程序，由于未曾在轨道交通规划上获批而出现审批立项问题，工程于2018年2月起陷入停顿，此前土木工程已大致完成并于2018年末陆续通过验收。一期工程于2020年4月重新启动。

#### 正式建设
- 2020年4月30日，20号线一期工程开始铺轨[16]。
- 7月17日，20号线一期轨道工程顺利通过了铺轨行车前条件验收，之后轨道车、平板车可以上线施工[17]。
- 2021年2月9日，20号线一期工程轨道工程实现了“短轨通”[18]。3月10日，实现了“长轨通”，至此主体工程已全部完成[19]。3月28日，实现35kV电通，为下一步线路接触网热滑、联调联试提供了先决条件[20]。4月10日，实现400V电通[21]。
- 2024年1月31日，20号线二期的新安老城站开始首幅地连墙施工，标志着二期开始有序进入土建施工阶段。[22]
- 2024年5月24日，深圳地鐵20號線二期項目南頭古城站第一根鑽孔灌注樁開鑽。
- 2024年6月，深圳地鐵20號線二期工程上川一路站首根咬合樁成功澆築，標誌着該車站圍護結構，正式拉開序幕。

### 运营准备
- 2021年4月17日，20号线首辆列车在中车长春轨道客车股份有限公司下线，列车是深圳市首个采用最高等级自动驾驶技术的轨道交通车辆[23]。
- 4月29日，20号线一期工程轨道工程正线、出入段线轨道工程子单位工程顺利通过验收[24]。同日，该线首辆列车抵达机场北车辆段，深圳首条无人驾驶智慧地铁线路正式接车[25]。
- 5月20日，列车热滑试验完成，试验最高速度达到120km/h，一期工程供电等系统施工质量及各项参数已满足列车高速运行的要求[21]。
- 7月29日，20号线一期单位工程通过政府验收[26]。
- 11月8日，20号线正式进入空载试运行阶段[27]。11月30日，20号线一期工程竣工验收[28]。截至12月3日，20号线已完成空载试运行，并已完成各项政府专项验收[29]。
- 12月22日，深圳地铁20号线正式“三权移交”，将工程调度指挥权、属地管理权和设备使用权顺利移交，已具备初期运营条件[30]，12月28日，正式開通運營[31]。

## 車站及接駁路線
深圳地铁20号线共设车站5座，其中3座為轉乘站，均为地下站，平均站间距2.02km，最大站间距4.38km，最小站间距0.8km。其中原重庆路站、会展南站、会展北站和会议中心站分别被正式更名为国展南站、国展站、国展北站和会展城站。
| 車站名稱[注 1]                                                                      | 英文名稱                     | 所在區域              | 啟用日期       | 接駁線路 / 車站[注 2]                   | 月臺數量 / 類型      |
| ----------------------------------------------------------------------------------- | ---------------------------- | --------------------- | -------------- | --------------------------------------- | -------------------- |
| 20號綫北延綫                                                                        |                              |                       |                |                                         |                      |
| 交椅灣                                                                              | Jiaoyi Bay                   | 东莞市 东莞滨海湾新区 | 規劃中         | 东莞轨道交通2号线 东莞轨道交通3号线     | 未知                 |
| 半島北                                                                              | Peninsula North              | 宝安区                | 規劃中         |                                         | 未知                 |
| 海洋新城                                                                            | New Marine City              | 宝安区                | 規劃中         |                                         | 未知                 |
| 20號綫                                                                              |                              |                       |                |                                         |                      |
| 會展城                                                                              | Convention & Exhibition City | 宝安区                | 2021年12月28日 |                                         | 地下島式月台         |
| 國展北                                                                              | Shenzhen World North         | 宝安区                | 2021年12月28日 | █12号线                                 | 地下雙島式月台[注 3] |
| 國展                                                                                | Shenzhen World               | 宝安区                | 2021年12月28日 | █12号线                                 | 地下雙島式月台[注 3] |
| 國展南                                                                              | Shenzhen World South         | 宝安区                | 2021年12月28日 |                                         | 地下島式月台         |
| 機場北                                                                              | Airport North                | 宝安区                | 2021年12月28日 | █11号线 深大城際 深圳机场北站：穗深城際 | 地下島式月台         |
| 機場東                                                                              | Airport East                 | 宝安区                | 預計2028年     | █1号线 █12号线 深大城際 深圳机场东站    | 地下島式月台         |
| 航城醫院                                                                            | Hangcheng Hospital           | 宝安区                | 預計2028年     |                                         | 地下島式月台         |
| 航城                                                                                | Hangcheng                    | 宝安区                | 預計2028年     |                                         | 地下島式月台         |
| 西鄉公園                                                                            | Xixiang Park                 | 宝安区                | 預計2028年     | █15号线                                 | 地下島式月台         |
| 上川一路                                                                            | Shangchuan 1st Road          | 宝安区                | 預計2028年     |                                         | 地下島式月台         |
| 新安老城                                                                            | Xin'an Old City              | 宝安区                | 預計2028年     |                                         | 地下島式月台         |
| 中山公園西                                                                          | Zhongshan Park West          | 南山區                | 預計2028年     |                                         | 地下島式月台         |
| 南頭古城                                                                            | Nantou Ancient City          | 南山區                | 預計2028年     | █12号线                                 | 地下島式月台         |
| 深大                                                                                | Shenzhen University          | 南山區                | 預計2028年     | █1号线 █13号线                          | 地下島式月台         |
| 高新園                                                                              | Hi-tech Park                 | 南山區                | 預計2028年     | █1号线                                  | 地下島式月台         |
| 白石洲                                                                              | Baishizhou                   | 南山區                | 預計2028年     | █1号线                                  | 地下島式月台         |
| 注释                                                                                |                              |                       |                |                                         |                      |
| 注 1 斜體標示的車站，尚未啟用。 注 2 斜體標示的轉乘，尚未啟用。 注 3 與12號線共用。 |                              |                       |                |                                         |                      |
| 论 编                                                                               |                              |                       |                |                                         |                      |

### 换乘站

#### 已投入使用
- 国展北站：换乘12号线。建設時已作預留，形成大堂转乘。
- 国展站：换乘12号线。建設時已作預留，形成大堂转乘。
- 机场北站：换乘11号线。

#### 将会成为换乘站的车站
- 机场北站：换乘深大城际铁路（33号线）。建設時未作預留。
- 国展北站：换乘30号线。30號綫為遠期線路，12號綫和20號綫建設時已预留的换乘节点，实现十字型节点换乘。

#### 南北延段轉乘站
- 福保南站：轉乘22号线。22號綫為遠期線路，未作預留。
- 福田口岸站：轉乘4号线和10号线。4號線和10號線建設時均未作出預留。
- 皇岗口岸站：轉乘7号线。7號線建設時未作出預留。
- 香蜜湖西站：轉乘22号线。兩線皆為遠期線路，轉乘方式未知。
- 白石洲站：轉乘1号线，原本考虑和29號線統一設計，20号线二期工程环境影响报告书批前公示时重新追加白石洲设站，但只保留1号线换乘功能。[34]1號線建設時未作出預留。
- 世界之窗站：轉乘1号线和2号线。1、2號線建設時未作出預留，預計為大廳通道轉乘。
- 高新园站：轉乘1号线和27号线。1號線建設時未作出預留，預計為大廳通道轉乘。27號線為遠期線路，未作預留。
- 深大站：轉乘1号线和13号线。1號線和13號線建設時均未作出預留。
- 南頭古城站：轉乘12号线。12號線建設時已預留换乘节点。
- 中山公园西站：轉乘21号线和24号线。三線皆為遠期線路，轉乘方式未知。
- 上川一路站：轉乘9号线。9號線建設時未作預留。
- 西乡公园站：轉乘15号线。兩線車站統一設計，同步施工，為T型轉乘。
- 航城站：轉乘28号线。兩線皆為遠期線路，轉乘方式未知。
- 机场东站：轉乘1号线、12号线、26号线及深大城际铁路（33号线）。1號線和12號線建設時均未作出預留，但此站升級成綜合交通樞紐，33號線、20號線南延段和26號線車站統一設計，同步施工，預計與1號線形成天地轉乘，與12號線形成大廳通道轉乘，與26號線形成上下叠岛轉乘。[35]
- 海洋新城站：轉乘18号线。兩線皆為遠期線路，轉乘方式未知。
- 交椅湾站：轉乘东莞轨道交通2号线和东莞轨道交通3号线。东莞2号线建造时将同步建设东莞3号线的站台，本線仅作部分预留。
- 濱海灣站：换乘東莞軌道交通2號線、東莞軌道交通9號線及广州地鐵22號線。[36]東莞2號綫建造只预留广州22號線换乘节点。

## 列车
20号线列车为8节编组A型地铁车辆，由中车长客轨道客车制造，采用铝合金车体，最高运行速度120km/h，具备自动唤醒、自动发车、精准停车、自动检测等功能。
20号线列车是深圳地铁的首款全自动驾驶列车，也是全球首个基于车车通信技术设计的GoA4等级列车批量项目。
| 車廂編號   | 1                                             | 2                                                    | 3                                                    | 4                                                    | 5                                                    | 6                                                    | 7                                                    | 8                                             |
| 集電弓     |                                               | >                                                    |                                                      | >                                                    |                                                      |                                                      | <                                                    |                                               |
| 形式區分   | 20**1 (Tc)                                    | 20**2 (Mp)                                           | 20**3 (M)                                            | 20**4 (Mp)                                           | 20**5 (M)                                            | 20**6 (M)                                            | 20**7 (Mp)                                           | 20**8 (Tc)                                    |
| 牵引电机   |                                               | 中车株洲电机制 YQ-210-2 210 kW × 4台                 | 中车株洲电机制 YQ-210-2 210 kW × 4台                 | 中车株洲电机制 YQ-210-2 210 kW × 4台                 | 中车株洲电机制 YQ-210-2 210 kW × 4台                 | 中车株洲电机制 YQ-210-2 210 kW × 4台                 | 中车株洲电机制 YQ-210-2 210 kW × 4台                 |                                               |
| 牵引逆变器 |                                               | 株洲中车时代电气制 t Power-TN28 (UR1/JP1) 1C4M × 1群 | 株洲中车时代电气制 t Power-TN28 (UR1/JP1) 1C4M × 1群 | 株洲中车时代电气制 t Power-TN28 (UR1/JP1) 1C4M × 1群 | 株洲中车时代电气制 t Power-TN28 (UR1/JP1) 1C4M × 1群 | 株洲中车时代电气制 t Power-TN28 (UR1/JP1) 1C4M × 1群 | 株洲中车时代电气制 t Power-TN28 (UR1/JP1) 1C4M × 1群 |                                               |
| 辅助电源   | 株洲中车时代电气制 t Power-AA44 (JR3) 120 kVA |                                                      | 株洲中车时代电气制 t Power-AA44 (JR3) 120 kVA        |                                                      |                                                      | 株洲中车时代电气制 t Power-AA44 (JR3) 120 kVA        |                                                      | 株洲中车时代电气制 t Power-AA44 (JR3) 120 kVA |
| 动力单元   | 单元1                                         | 单元1                                                | 单元1                                                | 单元3                                                | 单元3                                                | 单元2                                                | 单元2                                                | 单元2                                         |

| █20号线列车（20A0908長）编组列表                                                                                                |
| |
| 粉红色车卡表示该卡为女士优先车厢                                                                                                |
| （Ⅰ）20011（Ⅱ）-（Ⅰ）20012（Ⅱ）-（Ⅰ）20013（Ⅱ）-（Ⅰ）20014（Ⅱ）-（Ⅱ）20015（Ⅰ）-（Ⅱ）20016（Ⅰ）-（Ⅱ）20017（Ⅰ）-（Ⅱ）20018（Ⅰ） |
| （Ⅰ）20021（Ⅱ）-（Ⅰ）20022（Ⅱ）-（Ⅰ）20023（Ⅱ）-（Ⅰ）20024（Ⅱ）-（Ⅱ）20025（Ⅰ）-（Ⅱ）20026（Ⅰ）-（Ⅱ）20027（Ⅰ）-（Ⅱ）20028（Ⅰ） |
| （Ⅰ）20031（Ⅱ）-（Ⅰ）20032（Ⅱ）-（Ⅰ）20033（Ⅱ）-（Ⅰ）20034（Ⅱ）-（Ⅱ）20035（Ⅰ）-（Ⅱ）20036（Ⅰ）-（Ⅱ）20037（Ⅰ）-（Ⅱ）20038（Ⅰ） |
| （Ⅰ）20041（Ⅱ）-（Ⅰ）20042（Ⅱ）-（Ⅰ）20043（Ⅱ）-（Ⅰ）20044（Ⅱ）-（Ⅱ）20045（Ⅰ）-（Ⅱ）20046（Ⅰ）-（Ⅱ）20047（Ⅰ）-（Ⅱ）20048（Ⅰ） |
| （Ⅰ）20051（Ⅱ）-（Ⅰ）20052（Ⅱ）-（Ⅰ）20053（Ⅱ）-（Ⅰ）20054（Ⅱ）-（Ⅱ）20055（Ⅰ）-（Ⅱ）20056（Ⅰ）-（Ⅱ）20057（Ⅰ）-（Ⅱ）20058（Ⅰ） |
| （Ⅰ）20061（Ⅱ）-（Ⅰ）20062（Ⅱ）-（Ⅰ）20063（Ⅱ）-（Ⅰ）20064（Ⅱ）-（Ⅱ）20065（Ⅰ）-（Ⅱ）20066（Ⅰ）-（Ⅱ）20067（Ⅰ）-（Ⅱ）20068（Ⅰ） |
| （Ⅰ）20071（Ⅱ）-（Ⅰ）20072（Ⅱ）-（Ⅰ）20073（Ⅱ）-（Ⅰ）20074（Ⅱ）-（Ⅱ）20075（Ⅰ）-（Ⅱ）20076（Ⅰ）-（Ⅱ）20077（Ⅰ）-（Ⅱ）20078（Ⅰ） |
| （Ⅰ）20081（Ⅱ）-（Ⅰ）20082（Ⅱ）-（Ⅰ）20083（Ⅱ）-（Ⅰ）20084（Ⅱ）-（Ⅱ）20085（Ⅰ）-（Ⅱ）20086（Ⅰ）-（Ⅱ）20087（Ⅰ）-（Ⅱ）20088（Ⅰ） |
| （Ⅰ）20091（Ⅱ）-（Ⅰ）20092（Ⅱ）-（Ⅰ）20093（Ⅱ）-（Ⅰ）20094（Ⅱ）-（Ⅱ）20095（Ⅰ）-（Ⅱ）20096（Ⅰ）-（Ⅱ）20097（Ⅰ）-（Ⅱ）20098（Ⅰ） |

## 附属设施

### 车辆基地
20号线一期在机场以北，虾山涌南侧，11号线停车场西侧，设置机场北车辆段一座，占地面积约15.35万平方米，建筑覆盖面积约12.29万平方米，设有运用库、检修库等建筑单体，承担本线配属列车的定修、三月检、双周检、列检、停车、镟轮、洗车等检修、运用维护任务。本线配属列车的大修、架修任务拟由11号线松岗车辆段与深圳北车基地共同承担。

### 主变电所
20号线一期在不新设主变电所，初期共享11号线机场北主变供电，在机场北主变解列时，由松岗主变支援供电。

### 控制中心
本工程不新建运营控制中心，本项目控制中心设置在既有深圳市轨道交通线网运营控制中心（NOCC）。

### 通信信号
通信系统包括轨道交通专用通信系统、警用通信、乘客资讯、综合无线通信等系统组成。信号系统按全自动运行系统建设，正线和段场采用一个完整、先进的列车自动控制（ATC）系统。包括ATS子系统、ATP子系统、CI设备、ATO子系统、试车线设备、维修设备和培训设备等。

## 未來發展

### 规划
深圳地铁20号线是深圳市西部发展轴上的一条市域快线，承担完善快线网络的功能，同时承担福田中心、南山中心对宝安北中心、东莞临深片区的辐射带动作用和缓解西部走廊交通压力的功能，实现福田中心与宝安北中心45分钟、临深片区60分钟通达的规划目标。线路起自深港科技创新合作区，终止于海洋新城片区，并预留至东莞的延伸条件。线路沿线途经福田、南山和宝安3个行政区，联系深港科技创新合作区、香蜜湖西、高新园、宝安新安、机场枢纽、国际会展城、海洋新城等片区，并与轨道网络多条线路衔接换乘。20号线一期工程既是珠江三角洲城镇群发展“脊梁”的重要组成部分，也是提升国际化水平的战略性地区。同时，串联机场枢纽、空港新城与东莞滨海湾枢纽、虎门、莞城等地，是对西部中心加强与珠江西岸城市联系的呼应，是构建深圳“多中心、网络化、组团式、生态型”城市空间结构的需要。
线路主要沿金花路、福田南路、滨河大道（福华三路）、深南大道、广深公路、宝安大道、展城路等通道布设，线路全长约50.6公里，全线采用地下敷设方式，其中機場東至白石洲站已落實興建，之後再延至福田會展。
线路向北可能会和东莞轨道交通2号线在东莞市長安鎮衔接，向南将延伸至皇岗口岸、福田口岸和福田保税区。

### 车辆
20号线列车设计最高运行速度120公里/小时，初、近、远期采用A型车8辆编组。

### 车辆基地
线路原规划设机场北、铁仔山等2处车辆段和深圳高尔夫1处停车场，后结合宝安区区政府意见，规划调整为设置机场北、航城等2处车辆段（备选东宝河1处车辆段）和深圳高尔夫1处停车场。
- 机场北车辆段位于宝安国际机场北侧，用地面积约15.8公顷；
- 航城车辆段位于航城大道和广深公路交叉口东南象限，用地面积约20公顷；
- 东宝河车辆段位于外环高速和沿江高速北侧，紧邻12号线停车场，用地面积约23公顷；
- 深圳高尔夫停车场拟规划与22号线停车场合建，采用地下建设、地面复绿的方式，用地面积约22.5公顷[33]。

## 事故
2020年9月12日18时许，20号线一期机场北站与重庆路站间轨道工程发生一起龙门吊倒塌事故，致使2人死亡6人受伤。